# Фердінанд Лауб
Фердіна́нд Ла́уб (19 січня 1832, Прага —  18 березня 1875, Гріс, Тіроль) — чеський скрипаль, педагог, композитор.

## Біографічні відомості
1846 року закінчив Празьку консерваторію. У 1866—1874 роках був професором Московської консерваторії. Очолював квартет Російського музичного товариства. Виступав в Україні (зокрема, 1869 року в Києві).